# Joshofen
Joshofen ist ein Stadtteil der großen Kreisstadt Neuburg an der Donau in Oberbayern. Der Ort ist von Neuburg fünf Kilometer entfernt. Am 1. Januar 1976 wurde Joshofen im Rahmen der Gebietsreform in Bayern der Stadt Neuburg an der Donau eingemeindet. Zuvor war der Ort eine selbständige Gemeinde. Am 31. Dezember 2020 waren 322 Bürger registriert.

## Geschichte

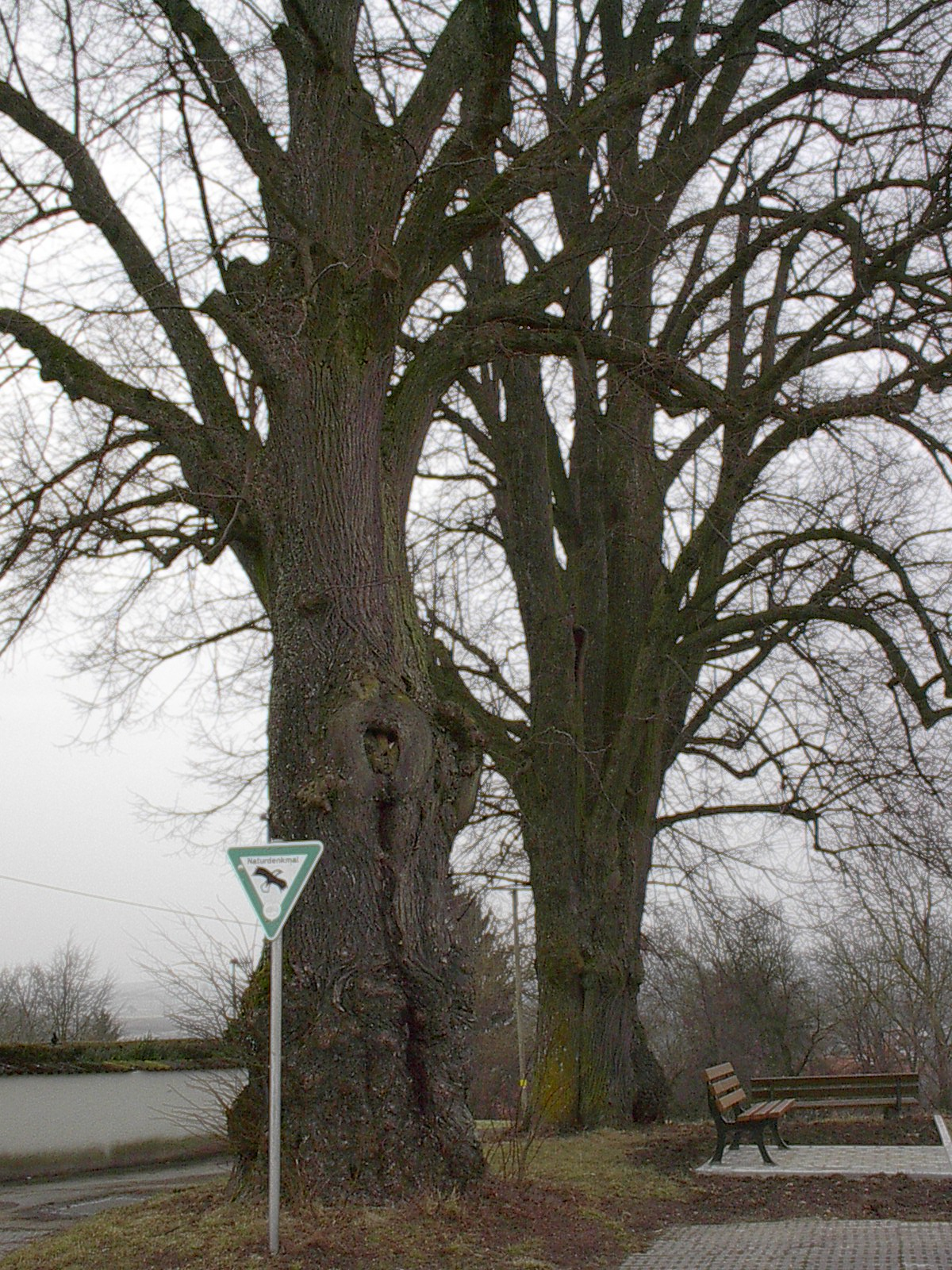
Die Napoleonsbäume

Das Pfarrdorf Joshofen liegt hart am linken Ufer der Donau, nach Norden überragt von einem Juraausläufer mit dem Kirchberg, seitlich eingerahmt vom Auwald. Die Gemarkung erstreckt sich bis aufs rechte Ufer der Donau.
Erstmals schriftlich erwähnt wurde der Ort im Jahre 1197 in einer Schenkungsurkunde.
Der Fischfang war eine Einnahmequelle für die Bewohner, das Fischrecht wurde schon 1007 in einer Urkunde erwähnt.
Bei der Kirche stand einst eine Burg und ein Hofgut, deren Besitz öfter wechselte. Im Jahre 1197 war ein Sibodo von Jageshouen der Inhaber, 1214 war ein Baltwin von Jageßhouin der Lehensnehmer der Pappenheimer. 1303 besaßen die Herren von Straß den Hof auf dem Berg neben der Kirche. Im gleichen Jahr verkauften die Straßer diesen Besitz an den Propst von Spalt mit allen Rechten und Pflichten. Lediglich die Hirtschaft, also das Hüten der Tiere, wurde nicht weitergegeben. Der Propst gab diesen Besitz an die Domvikarpfründe in Eichstätt ab. Die Judmanns waren die Nachfolger auf der Burg Joshofen, sie verkauften 1366 zwei weitere Höfe an die Domvikarie.
1489 wurde mit Conrad Plank ein eigener Hofmarksrichter genannt. 1514 war das Ende der Hofmark, der Sitz Joshofen kam an die Pfalzgrafen in Neuburg und der Besitz wurde nicht mehr an Adelige gegeben.
1504 wurde das Dorf von G. Wolf von Chamb und seiner Bande ausgeplündert. Als Herzog Albert am 15. August 1504 Neuburg belagerte, empörten sich auf dem Berg zu Joshofen kaiserliche Soldaten wegen ausbleibender Soldzahlungen.
Am 6. Februar 1568 kam Prinzessin Renata von Lothringen in Begleitung ihres Vetters Nikolaus, Herzog von Wademont, mit Frau und Tochter und vielköpfigem Gefolge in die Stadt Neuburg. Renata, die Braut Herzog Wilhelms V. von Bayern, wurde von Herzog Wolfgang bis Joshofen begleitet, wo sie von Herzog Ferdinand in Empfang genommen wurde.
Mit dem Wasser der Donau wurde bei Joshofen eine Mühle betrieben, die 1713 durch Hochwasser stark beschädigt wurde. Vermutlich um 1860 dürfte der Mühlenbetrieb eingestellt worden sein.
Napoleons Truppen suchten in den Feldzügen der Jahre 1806 auch 1809 Joshofen heim und versorgten sich im Dorf mit Lebensmitteln. Auf dem Kirchberg schlugen die Truppen ihr günstig gelegenes Lager auf; Beutezüge in die umliegenden Ortschaften wurden von dort aus gestartet. Die „Napoleonsbäume“, wie sie der Volksmund nennt, erinnern noch an die Besatzer: Napoleonische Soldaten sollen die Bäume gepflanzt haben. 

## Die Heilig-Kreuz-Kirche

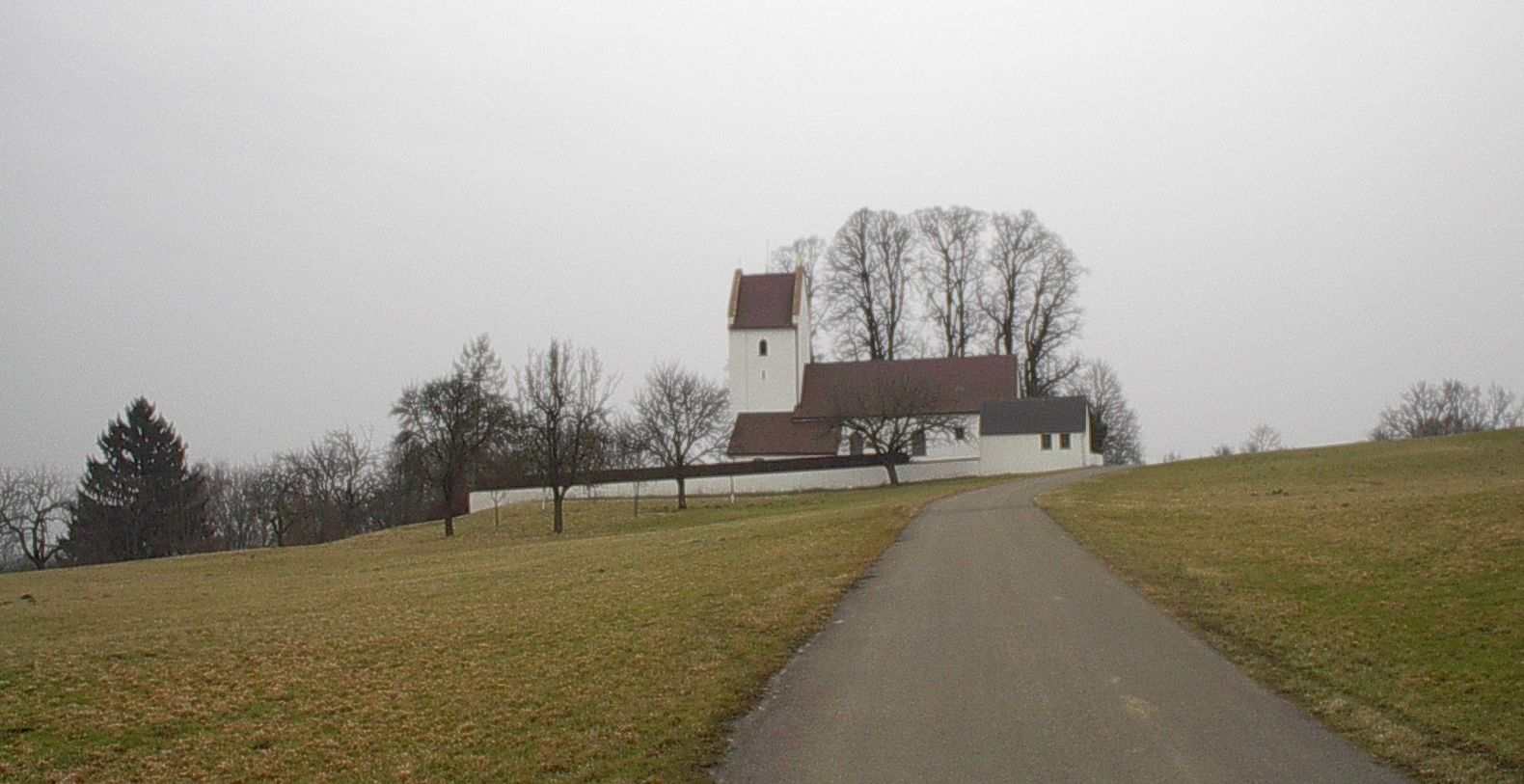
Die Kirche

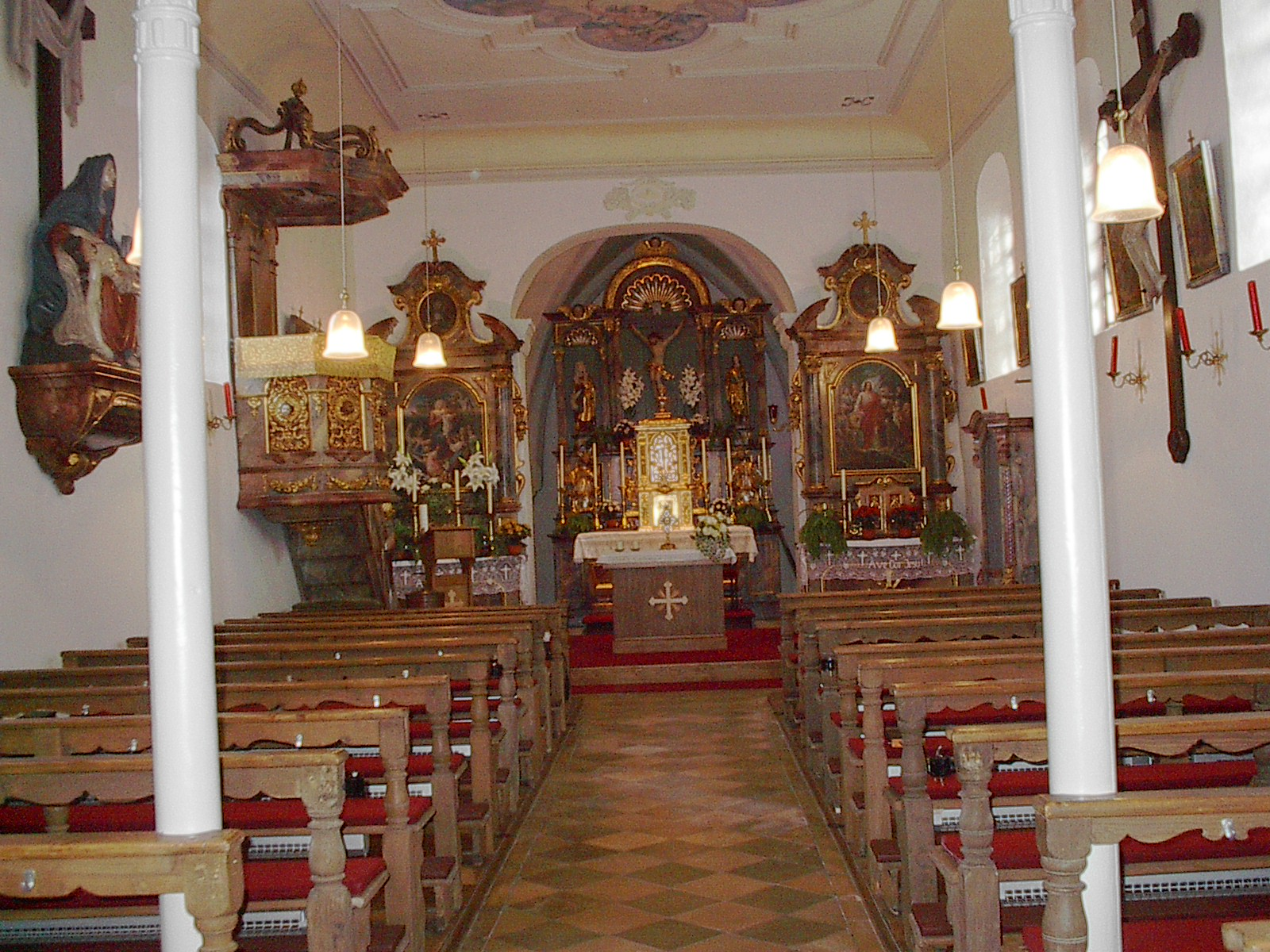
Innenraum

Die Kirche mit dem benachbarten Friedhof steht frei auf einer Bergkuppe. Die Pfarrkirche zum Heiligen Kreuz, benannt nach einer dort aufbewahrten Kreuzreliquie, war einst ein Wallfahrtsort und ist der Diözese Eichstätt zugeordnet. Ursprünglich war das Gotteshaus eine Kapelle, deren Baudatum unbekannt ist. Am 22. August 1365 fand eine Altarweihe „Zu Ehren des Heiligen Kreuzes und aller lieben Heiligen“ statt. Kirchturm und Ostteil des Gebäudes dürften noch aus dieser Zeit stammen. Ein Gedenkstein an einen Pfarrer verrät, dass Joshofen bereits 1092 eine Pfarrei gewesen ist. Nach einem Pfarrvisitationsprotokoll gab es noch einen Grabstein für einen Pfarrer Thomas Kraus aus dem Jahre 1428.
1480 lag das Patronat bei den Benediktinerinnen in Neuburg. 1542 trat der Landesherr, Herzog Ottheinrich, zum protestantischen Glauben über, auch die Gemeinde wurde evangelisch und ein evangelischer Pfarrer eingesetzt. Nach 75 Jahren konvertierte Herzog Wolfgang Wilhelm zum katholischen Glauben und 1617 erfolgte eine Rekatholisierung des Herzogtums. Am 13. Oktober 1617 wurden die alten Reliquien, ein Kreuzpartikel sowie Reliquien des heiligen Pankratius und ein Zahn des heiligen Willibald wiederentdeckt. Am 21. Mai 1618 wurden die Reliquien in einer feierlichen Prozession wieder in die Kirche übertragen und durch den Bischof von Eichstätt geweiht.
Alljährlich am Tag der Kreuzauffindung, dem 3. Mai, gab es bis Anfang des 18. Jahrhunderts eine Prozession von Neuburg nach Joshofen.
1855 wurde das Kirchengebäude um fünf Meter verlängert. Im Jahre 1929 wurde der Innenraum renoviert und erhielt dabei eine neue Bemalung. Zwei neu gefasste Statuen, der heilige Franz Xaver und der heilige Johannes Nepomuk, wurden am Altar aufgestellt. Die Restaurierung lag in den Händen des Günzburger Malers Kronenwitter.
Aus der Kirche wurden mehrere Male Kunstgegenstände gestohlen, so eine kleine Monstranz mit dem Heilig-Kreuz-Partikel im Jahre 1925, und nach dem Zweiten Weltkrieg Kerzenleuchter und Heiligenfiguren. Seitdem sind die Gegenstände verschwunden.

### Architektur und Innenausstattung
Die Kirche ist ein schlichter, hell verputzter Saal mit Satteldach und einem ungegliederten, ebenfalls mit einem Satteldach gedeckten Glockenturm. Im Innern hat der Raum eine barocke Spiegeldecke und ein Deckengemälde mit einer Darstellung des Heiligen Geistes. In der runden Apsis sind noch Reste eines gotischen Rippengewölbes erhalten. Ausgestattet ist der Raum mit einem prunkvollen barocken Hauptaltar, dem Kreuzaltar, der in der Form einer Serliana gestaltet ist. Der Kruzifixus im Mittelfeld wird flankiert von farbig gefassten Skulpturen der Madonna und des Hl. Johannes. In der darunterliegenden Zone mit dem vergoldeten Tabernakel stehen die Figuren der Heiligen Nepomuk und Willibald. Zwei weitere barocke Altäre mit großen Altarbildern und eine barocke Kanzel mit Schalldeckel ergänzen die Innenausstattung.

### Die Glocken
Während des Ersten Weltkriegs wurde eine der beiden Glocken eingeschmolzen. Wenige Jahre nach Kriegsende wurde das Geläute mit drei neuen Glocken ergänzt. 1942 mussten zwei Glocken als Kriegstribut abgegeben werden. 1951 wurde das Geläut mit Hilfe von Spenden aus der Gemeinde wieder vervollständigt. 1993 stiftete der Prälat und Wehrbereichsdekan a. D. Michael Seitz eine 200 kg schwere Glocke, ein Werk aus der Gießerei Metz aus Karlsruhe. Die Glocke ist dem Erzengel Michael geweiht.

## Das Fährunglück

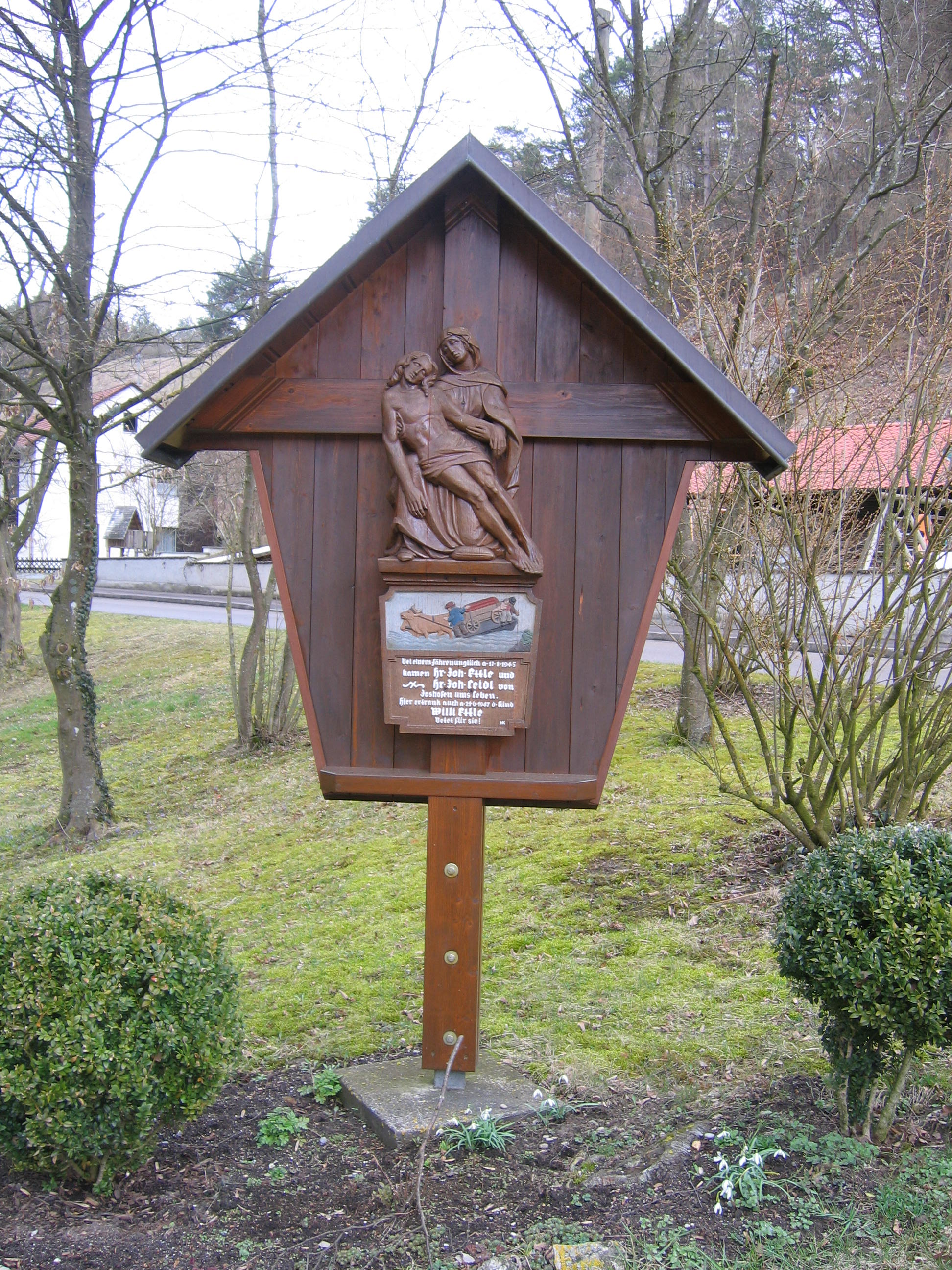
Das Marterl mit einer Pietà, dem Relief des Ochsenkarrens und einer Gedenktafel

Nach Ende des Krieges gab es bei Joshofen bis zu dem Fährunglück von 1945 eine Fährverbindung über die Donau.
Zimmermeister Johann Kornreiter aus Unterstall und der Fährmann Johann Ettle zimmerten eine Fähre aus vier Wehrmachts-Pontons und einer Plattform aus Holz. Durch eine Leine an einer Seilverbindung wurde die Fähre über den Strom geführt. Die Fähre wurde auch von Angehörigen der amerikanischen Besatzungstruppen genutzt. Bei einem Unfall am 17. August 1945 sank das Boot mit dem Fährmann, seinen drei Söhnen, drei weitere Personen und einem Ochsenkarren. Fünf Personen konnten sich retten, die Ochsen, die beide noch an die Deichsel gekettet waren, konnten zwar das Ufer erreichen, ertranken aber bei dem Versuch, die steile Böschung zu erklimmen. Ein Marterl erinnert an das Unglück.

## Persönlichkeiten in Joshofen

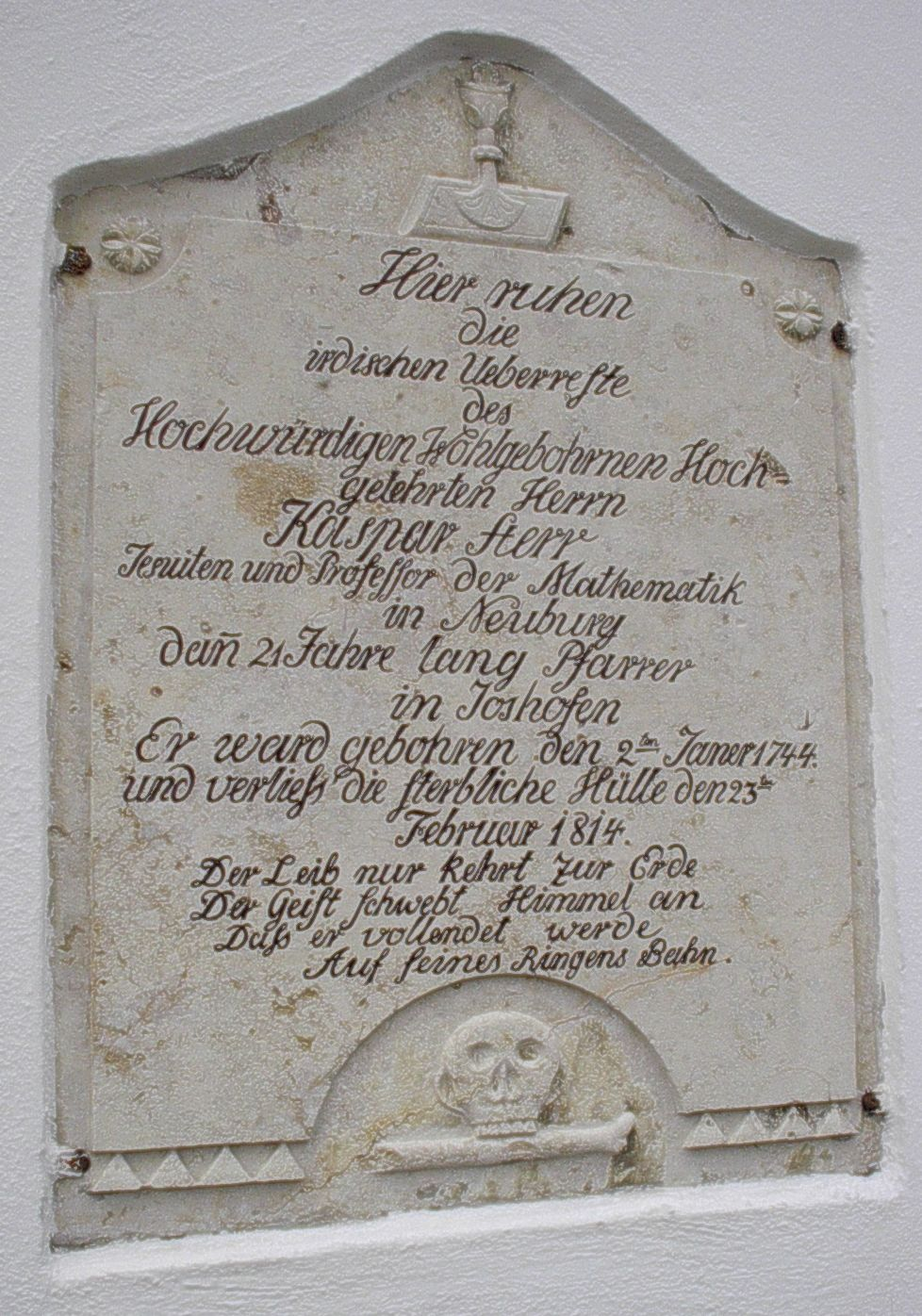
Gedenktafel an Pfarrer und Professor Kaspar Sterr

### Kaspar Sterr, Pfarrer, Schriftsteller und Meteorologe
- geb. 2. Januar 1744 in Neuburg, gest. 23. Februar 1814 in Joshofen

Kaspar Sterr absolvierte in Neuburg und Ingolstadt das Gymnasial- und Hochschulstudium. Sein Leben wollte er dem Orden verschreiben und wurde 1775 Jesuit in Ingolstadt. Am 25. September 1775 empfing er in Augsburg die Priesterweihe. Noch im gleichen Jahr erfolgte die Ordensauflösung. Sterr ließ sich nun als Weltpriester laisieren.
In der Neuburger Studienanstalt fand er ein neues Zuhause. Von 1776 bis 1798 war er dort Professor der „Schönen Wissenschaften“, wie damals die Bezeichnung lautete. Jetzt vertauschte er seine Tätigkeit und übernahm im Alter von 54 Jahren die Pfarrei Joshofen. Die Heimatzeitung schilderte den Geistlichen als einen Mann, der um seine pfarrlichen Verrichtungen eifrig besorgt war.
Sterr begnügte sich nicht mit den kirchlichen Aufgaben, er setzte seine im Jahre 1788 begonnenen Wetterbeobachtungen und Aufzeichnungen bis zu seinem Lebensende fort. Seine Arbeit wurde auch als Buch im Jahre 1805 veröffentlicht und ist in der Staatlichen Bibliothek in Neuburg vorhanden. Er verfasste weiter das Buch „Ludwig der Baier, Kaiser der Deutschen und Römer“, das 1812 in einem Münchner Verlag erschien und erhalten ist.
An der äußeren Wand der Pfarrkirche von Joshofen befindet sich eine Gedenkplatte aus Solnhofner Stein. Darauf sind wichtige Daten des Pfarrers Sterr gemeißelt und festgehalten: „Hier ruhen die irdischen Überreste des Hochwürdigen Hochwohlgeborenen Hochgelehrten Herrn Kaspar Sterr, Jesuit und Professor der Mathematik in Neuburg, dann 21 Jahre lang Pfarrer in Joshofen. Er war geboren den 2. Januar 1744 und verließ die sterbliche Hülle den 23. Februar 1814. Der Leib nur kehrt zur Erde, der Geist schwebt Himmel an. Daß er vollendet werde, auf seines Ringens Bahn“.

### Pfarrer Konrad Böhringer

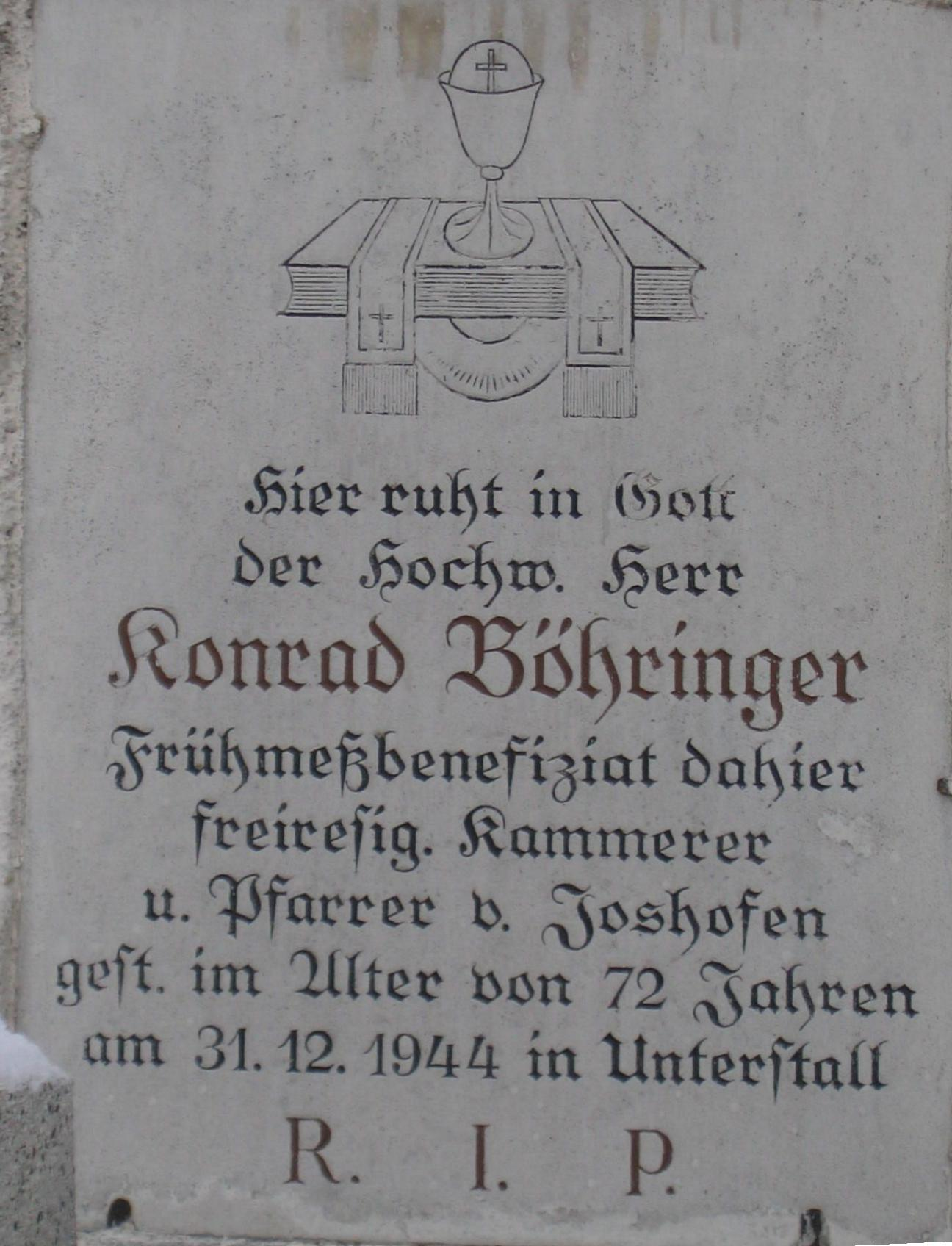
Gedenkstein an Pfarrer Konrad Böhringer an der Kirche in Unterstall

- geb. 29. März 1873 in Unteraltenbernheim (Diözese Bamberg), gest. 31. Dezember 1944 in Unterstall

Böhringer empfing am 20. März 1898 in Eichstätt die Priesterweihe. Jetzt begann für ihn ein Wanderleben. Am 8. April 1898 wurde er Kaplan in Monheim und 19. Juli 1899 von Wemding. Am 18. März 1901 wurde ihm die Kaplanstelle in Abenberg übertragen. Schließlich wurde er zum 28. April 1904 zum Pfarrer von Obererlbach ernannt. Am 17. Juni 1907 übernahm er die Pfarrei Joshofen und betreute diese bis Mitte 1938. Am 31. Dezember 1944 ist er im Alter von 71 Jahren gestorben und in Unterstall beerdigt.
Sein Leben fiel nicht gerade in eine angenehme Zeit. Er nahm seine Arbeit sehr ernst, scheute vom Unangenehmen nicht zurück und verstand es auch, den Menschen den Glauben näher zu bringen. So entschieden sich während seiner Amtszeit in den zwanziger Jahren sieben Frauen für den Ordensberuf. Ihm ist es auch zu verdanken, dass einige Geistliche hervorgegangen sind.
Böhringer war kein angenehmer Freund, wenn es im Dritten Reich um den Nationalsozialismus ging. Er hatte das Vorhaben der „Nazis“ schnell durchschaut. Deshalb war er für dieses Regime ein rotes Tuch. Dies bekam der Geistliche auch zu spüren. So wurde er Ende Juni 1933 ohne jedes Urteil für eine Woche in Schutzhaft genommen.
Um nicht immer den Gegnern ausgesetzt zu sein, ließ er sich zum 1. August 1934 als Frühmessbenefiziat in das nahe gelegene Unterstall versetzen. Dort wohnte er fortan im Benefiziatenhaus.

### Abt Willibald Margraf OSB
Geboren 23. August 1901 in Joshofen, Landkreis Neuburg-Donau, getauft auf den Namen Georg, gestorben 18. April 1979 im Kloster Mallersdorf.
Margraf besuchte von 1907 bis 1914 die Volksschule in Joshofen, von 1914 bis 1919 war er Schüler des Klosters Schweiklberg und von 1919 bis 1922 auf dem Staatlichen humanistischen Gymnasium in Passau. 1922 begann er das Noviziat in Schweiklberg, am 10. Mai 1923 legte der Novize das erste Klostergelübde ab. 1923 besuchte er das Sommersemester der Philosophie in St. Ottilien, bis 1927 besuchte er die Passauer Philosophisch-Theologische Hochschule.
Am 13. Mai 1926 wurde er Profess für das Kloster, er änderte seinen Namen Georg in Willibald. Am 17. Juli 1927 erfolgte die Priesterweihe durch den Passauer Bischof Sigismund Felix Freiherr von Ow-Felldorf in Schweiklberg.
Ab 1927 bis Ostern 1933 war er Präfekt am Seminar von Schweiklberg. Danach wurde Pater Willibald zum Rektor berufen, aber die NSDAP entfernte ihn 1935 aus diesem Amt. Bis 1937 und damit bis zur Aufhebung des Seminars war er weiter Regens. Vom Mai 1937 bis Ostern 1940 wechselte er als Superior in das Studienheim Bergfried bei Passau; zugleich fungierte er auch als Cellerar des Heims und wurde ab Juli 1940 Subprior.
Am 28. März 1941 wurde Willibald zum dritten Abt von Schweiklberg gewählt. Wenige Tage später erfolgte die Vertreibung der Mönche aus dem Kloster. Er wurde in Münsterschwarzach aufgenommen und dort am 27. April 1941 zum Abt geweiht. Das Kloster wurde ebenfalls aufgehoben, Abt Willibald ging zunächst nach München, dort vertrieb ihn im Juli 1944 eine Totalbombardierung. Bis Kriegsende verbrachte er nun in Eichstätt.
Im Mai 1945 kehrte Margraf zurück nach Schweiklberg. Im Frühjahr 1946 wurde das Gymnasium wieder eröffnet. Abt Willibald förderte den äußeren Ausbau von Schweiklberg.
Nach einem arbeitsreichen Leben resignierte Abt Willibald am 13. Februar 1967, die Altersbeschwerden nachten sich merklich spürbar. Er ging ins Mutterhaus Mallersdorf und wirkte dort als Beichtvater der Schwestern. Am 21. April 1979 wurde Altabt Willibald in der Abteikirche Schweiklberg in der Gruft des Klosterfriedhofs beigesetzt.

### Prälat Michael Seitz

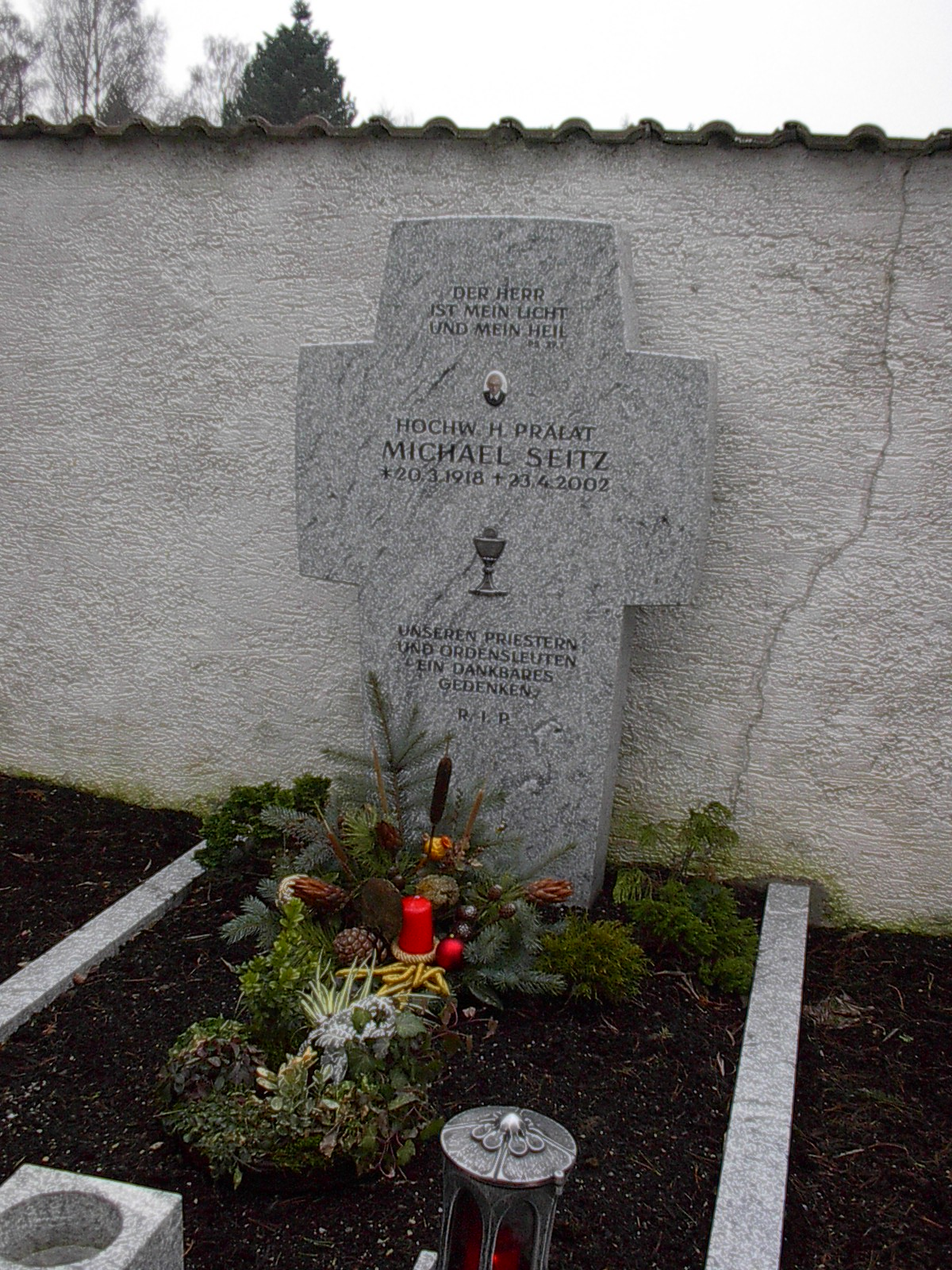
Grabstein Michael Seitz

- geb. 20. März 1918 in Joshofen, gest. 23. April 2002

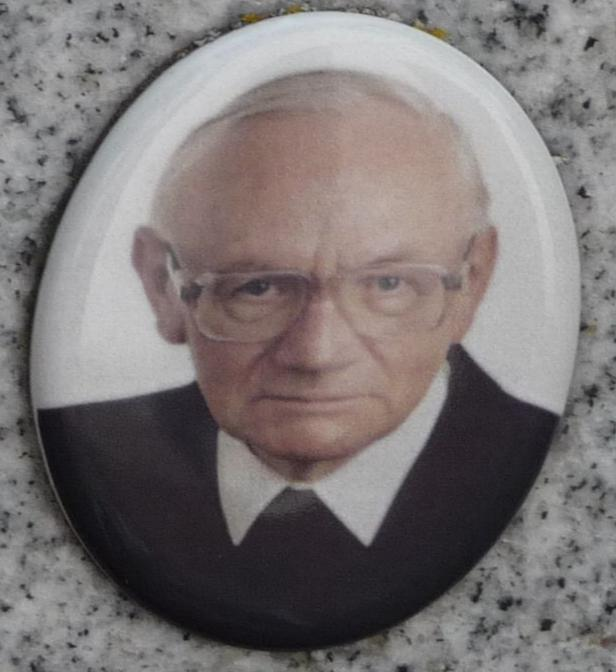
Prälat Michael Seitz

Michael Seitz besuchte die Volksschule in Joshofen und ging auf die ehemalige Neuburger Oberschule. Schließlich wechselte er zum Priesterseminar in Eichstätt. Das Studium musste er unterbrechen, da er zur Wehrmacht einberufen worden war. Sieben Monate Reichsarbeitsdienst und sechs Jahre Militärdienst musste er leisten. Nach Kriegsende setzte er das Studium fort und empfing am 15. August 1947 im Dom zu Eichstätt die Priesterweihe. Anschließend war die Heimatprimiz in Joshofen ein bedeutendes kirchliches Ereignis. Abt Willibald Margraf, ebenfalls ein gebürtiger Joshofener, war der Festprediger.
Seitz war Kaplan in der Pfarrei St. Johannes in Neumarkt in der Oberpfalz und St. Josef in Ingolstadt, ab 1953 Kurat in Stein bei Nürnberg, am 15. November 1956 wurde er als Militärseelsorger nach Fürstenfeldbruck berufen und zum Dekan und Prälat ernannt. Von 1964 bis 1981 war er als Wehrbereichsdekan VI ranghöchster Militärseelsorger in Bayern. Nach seiner Pensionierung kehrte er wieder nach Joshofen zurück und leistete dort seelsorgliche Arbeit. Von 1983 bis 1989 wirkte er als Pfarradministrator von Joshofen und von 1984 bis 1989 zugleich als nebenamtlicher Landessekretär des Klerusverbandes. Er war bereits Monsignore als er 1976 zum päpstlichen Ehrenprälaten ernannt wurde. Von der Bundesrepublik Deutschland wurde er mit dem Bundesverdienstkreuz am Bande und 1985 mit dem Bundesverdienstkreuz Erster Klasse ausgezeichnet.
1977 übernahm Seitz beim 100-jährigen Gründungsfest der Freiwilligen Feuerwehr die Schirmherrschaft. Ihm ist es auch zu verdanken, dass am 2. August 1987 bei seinem 40-jährigen Priesterjubiläum eine neue Orgel ihre Stimme ertönen konnte. Zu seinem 75. Geburtstag 1993 stiftete er der Pfarrei die Michaelsglocke.

### Pfarrer Eduard Speth
Geboren am 24. November 1936 in Joshofen, gest. 21. Mai 2006 im Altenheim in Wülfrath bei Wuppertal.
Eduard Speth wurde als siebtes Kind der Gastwirtsfamilie Michael Speth geboren. Mit zehn Jahren kam er nach Eichstätt ins humanistische Gymnasium, das er mit der Reifeprüfung 1956 absolvierte. Anschließend studierte er an der philosophisch-theologischen Hochschule in Eichstätt.
Im 29. Juni 1962 empfing er im Dom zu Eichstätt die Priesterweihe. Es war dies innerhalb 35 Jahren die vierte Primiz. Die ganze Pfarrei freute sich darüber und das Dorf strahlte im Festkleid. Noch am gleichen Tag wurde der Primiziant von einem Autokorso an der Landkreisgrenze abgeholt, ab Ried kamen drei Reiter und drei Buben mit geschmückten Fahrrädern dazu. Am Ortseingang an der Marienkapelle wurde der Neupriester von den Dorfbewohnern und zahlreichen Ehrengästen empfangen.
Am Sonntag, 1. Juli 1962 feierte Speth die Heimatprimiz auf einem Altar, der auf dem Berg zwischen den hohen Linden errichtet war. Festprediger war wiederum ein gebürtiger Joshofner, der damalige Militärpfarrer Michael Seitz. Unter den Ehrengästen war weiter Abt Willibald Margraf vom Kloster Schweiklberg und Pfarrer Johann Guppenberger, beide gebürtige Joshofener. Mehrere tausend Gläubige fanden sich zu dieser religiösen Feier ein.
Zunächst wurde der Neupriester auf dem Habsberg, dann in Haunstetten, Plöckendorf und Spalt zur Aushilfe eingesetzt. 1963 wurde er Kooperator in Aurach, 1965 führte ihn der Lebensweg nach Treuchtlingen und 1966 nach St. Pius in Ingolstadt. 1967 als nächste Station Kurat in Markt Berolzheim. Im September 1976 übernahm er die Pfarrei Zandt, 1980 kam die Pfarrei Dörndorf dazu. 1990 wechselte er in die Pfarrei Morsbach. Aus gesundheitlichen Gründen ging er 1991 in den Ruhestand ins Altersheim in Wülfrath bei Wuppertal. Dort starb er am 21. Mai 2006 und wurde hier auch zur letzten Ruhe gebettet.

### Hans Baschang, Maler, Zeichner und Bildhauer
Hans Baschang lebte und arbeitete in dem von ihm sanierten alten Schulhaus in Joshofen.